# Белкастел (Тарн)
Белкастел (фр. Belcastel) насеље је и општина у јужној Француској у региону Миди Пирене, у департману Тарн која припада префектури Кастр.
По подацима из 2011. године у општини је живело 201 становника, а густина насељености је износила 18,59 становника/km². Општина се простире на површини од 10,81 km². Налази се на средњој надморској висини од 210 метара (максималној 271 m, а минималној 173 m).

## Демографија
| 1962. | 1968. | 1975. | 1982. | 1990. | 1999. | 2011. |
| ----- | ----- | ----- | ----- | ----- | ----- | ----- |
| 215   | 221   | 182   | 167   | 181   | 176   | 201   |

График промене броја становника у току последњих година